# Administrateur du gouvernement
Un administrateur (administrateur du gouvernement, officier administrant le gouvernement) est, dans certains pays du Commonwealth une personne qui remplit un rôle similaire à celui de Gouverneur ou de Gouverneur général.

## Nouvelle-Zélande
Sous les lettres patentes constituant la charge du gouverneur général de Nouvelle-Zélande de 1986, le membre senior de la Haute Cour de Nouvelle-Zélande est fait administrateur, suivi par le président de la Cour d'appel de Nouvelle-Zélande, suivi par le membre senior de cette même Cour, suivi par les juges de cette Cour par ordre d'ancienneté à celle-ci, ou à la Haute Cour de Nouvelle-Zélande. Cet ordre est devenu quelque peu étrange depuis la création de la Cour suprême de Nouvelle-Zélande, étant donné que les juges de cette dernière sont plus expérimentés que leur collègue de la Cour d'appel. Cependant, la loi sur la Cour suprême de 2003 maintient clairement les lettres patentes en leur forme utilisée jusqu'alors.
Liens :
- (en) Governor-General of New Zealand
- (en) Administrators of the Government at the Governor-General of New Zealand site
- (en) Patent Constituting the Office of Governor-General of New Zealand

## Administrateurs permanents
Le terme d'administrateur est également utilisé pour désigner un officier permanent représentant Sa Majesté, lorsque la nomination d'un gouverneur serait inappropriée, ainsi que pour les représentants du gouverneur.

### Australie
- Administrateur du Territoire du Nord depuis 1931

### Nouvelle-Zélande
- Administrateur des Tokelau depuis 1949

## Sources et références
- (en) Hommes d'État